# 瑪小姐
瑪小姐（1919年－1950年7月）是出生於緬甸的亞洲象，經訓練後，於1926年經日本動物商馬場弘轉介臺灣安養在圓山動物園，成爲臺灣的第一頭大象。

## 生平
圓山動物園在1922年9月曾有購入大象的討論，1923年臺灣行啟前，更積極準備從暹羅（泰國）、印度等地購入一頭大象，1926年8月15日，瑪小姐經緬甸轉新加坡乘山形丸，途經香港後抵達臺灣，9月10日，經基隆港下船後，同日下午抵達臺北驛，飼養者以誘食方式自三線道路經轉入敕使街道，引導前往圓山動物園。臺北市市尹太田吾一及官員則從台北市役所衙出迎，瑪小姐途中因好奇而走入梅屋敷。
瑪小姐入駐圓山後，迅速抬升了當時遊客下降的圓山動物園的人氣，也使得集體遊園迅速興起。
1930年11月23日起，圓山動物園每年舉辦一場慰靈祭的儀式，以祭拜園區內已故的動物。該儀式由瑪小姐主持祭典，瑪小姐將身穿大紅禮服，跪在「群生精靈」牌位代表動物表達敬意。1933年，動物園年度總預算以高額比例投入1萬圓，為改善瑪小姐的生活空間問題，打造鋼筋水泥象舍供給使用，該設施持續用到戰後時期。
第二次世界大战爆發期間，為了預防戰爭可能帶來的威脅，日本政府研擬提出「戰時猛獸處分」政策，包括圓山動物園在內的全日本動物園紛紛處死猛獸及大型動物。瑪小姐雖因被列為「家畜」，受到馴化而不列入處分，但仍被園方飼養員吉野京藏藏匿至劍潭地道，並進入了一段長時間的隱匿期。戰後初期，戰後動物園由臺北市政府接管，瑪小姐持續擔任慰靈祭的代表，並由日籍飼育員負責照顧，1950年7月，瑪小姐因風濕性心臟病死去，享年31歲。
瑪小姐病死後，台北市議會因臺北市政府透過三井洋行向印度購買一隻大象卻沒消息，於是議員在1951年通過請市府函請孫立人贈與大象。並分別於1952年、1954年期間將兩隻亞洲象林旺及馬蘭送至圓山動物園。

## 影響
日本作曲家窗·道雄於9歲就跟隨父母前往臺灣居住，其創作童謠《大象先生》歌詞被認為與瑪小姐具有影響性。

## 外部連結
- 圓山舊園1914-1986年大事紀 - 臺北市立動物園 （页面存档备份，存于）